# Värdepapper

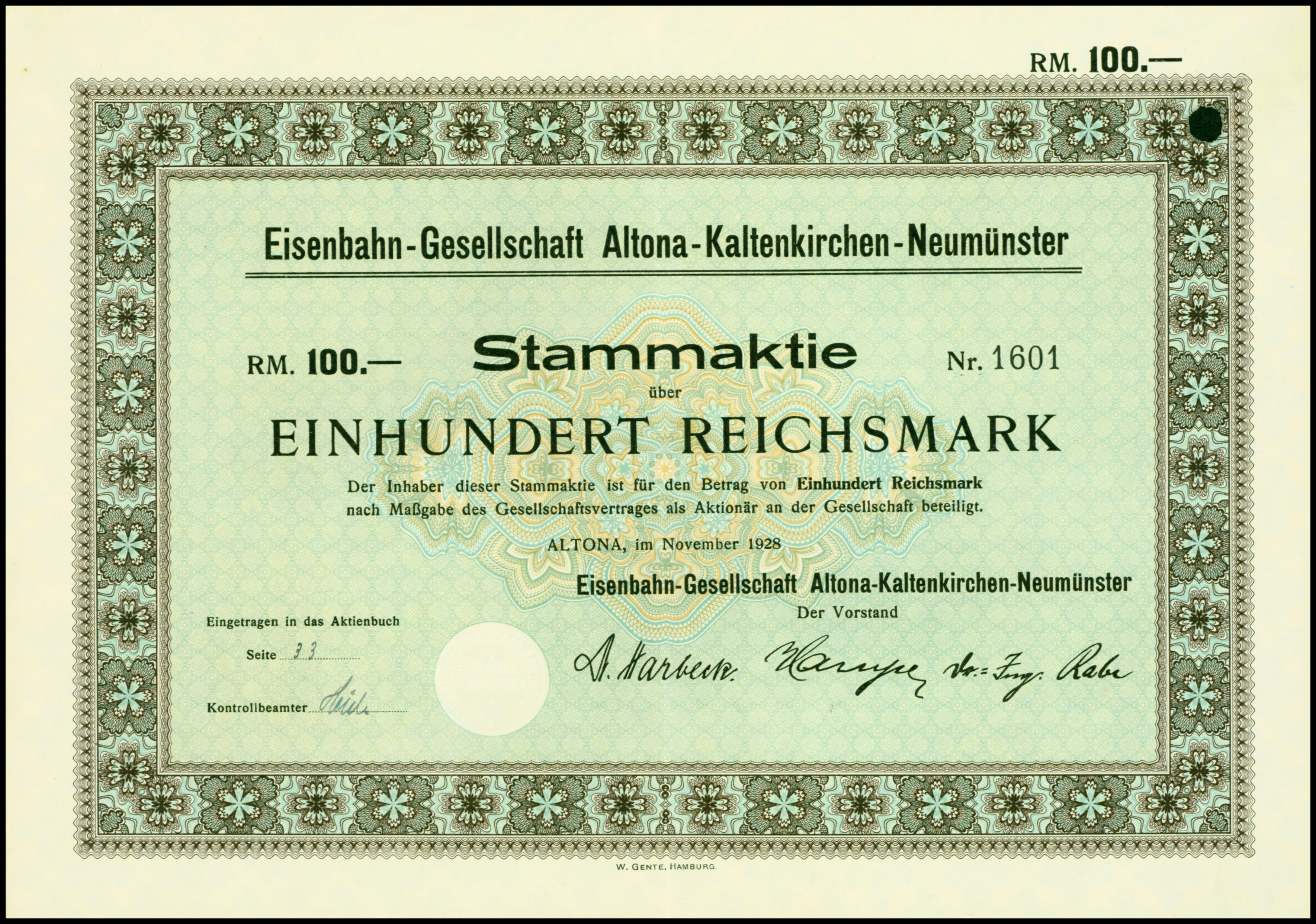
Ett tyskt värdepapper för hundra stamaktier från 1928.

Värdepapper är, i sin vidaste betydelse, varje på papper eller liknande material i någon form skriftligen avfattad urkund eller handling, vars ägande eller innehavande medför eller utgör bevis för laglig rätt till pengar eller andra värdeföremål, eller som kan användas som betalningsmedel för vissa bestämda varor eller ändamål. Således omfattar termen värdepapper inte bara skuldebrev, postväxlar, och sedlar, lagliga åtkomsthandlingar av flera slag, fordringsinteckningar med mera, utan även värdeägande abonnemangskort och inträdesbiljetter, frimärken, och så vidare. I överförd mening kan begreppet också innefatta exempelvis testamenten, och tidigare även bankböcker.

## Registrering av innehav
I Sverige registreras innehav av värdepapper så som aktier i det så kallade vpc-systemet (en databas) av Euroclear Sweden (före detta värdepappercentralen, VPC).
Euroclear sköter inte kontakten med allmänhet och företag själva, utan via banker eller fondkommissionärer. Varje gång ett värdepapper skall byta ägare, även mellan två privatpersoner, sker detta genom att kontakta t.ex. en bank som i sin tur har kontakt med Euroclears system. Systemet registrerar bara innehav, det vill säga det är inte möjligt att från Euroclear eller deras vpc-system få veta vad ett visst värdepapper kostat, bara vem som äger det och hur många värdepapper en viss person innehar.
Privatpersoner eller juridiska personer kan registrera sitt innehav av värdepapper på två olika sätt:
- Ägarregistrerat innehav via så kallat VP-konto, där den enskilda fysiska eller juridiska personen själv registreras som ägare av ett visst antal värdepapper.
- Förvaltarregistrerat innehav eller så kallad depå där en bank eller annat institut innehar aktierna i den egentliga ägarens ställe.

## Termer
FFD (första försäljningsdag) är en bankterm som avser första dagen försäljning av värdepapper kan ske.